# Intimate and Live (tournée)
Tournées par Kylie Minogue
Let's Get to It Tour
(1991) On a Night Like This
(2001)
Intimate and Live est la cinquième tournée de la chanteuse australienne Kylie Minogue, effectuée entre 1998, faisant la promotion de son sixième album Impossible Princess. Le concert a débuté le 2 juin 1998 à Melbourne, en Australie et s'est terminée le 31 juillet 1998 à Londres, en Angleterre. Cette tournée est passée par l'Europe et l'Australie, et le concert est divisé en six tableaux et un encore.

## Liste des pistes
Acte I:
- Too Far
- What Do I Have to Do?
- Some Kind of Bliss
- Put Yourself in My Place
- Breathe
- Take Me with You

Acte II:
- I Should Be So Lucky
- Dancing Queen
- Dangerous Game

Acte III:
- Cowboy Style
- Step Back in Time
- Say Hey
- Free
- Drunk

Acte IV:
- Did it Again
- Limbo
- Shocked

Acte V:
- Confide in Me
- The Loco-Motion
- Should I Stay or Should I Go?

Encore
- Better the Devil You Know

## Dates de la tournée
| Date                | Ville     | Pays       | Lieu                          |
| ------------------- | --------- | ---------- | ----------------------------- |
| Étape 1 - Australie |           |            |                               |
| 8 mars 2001         | Melbourne | Australie  | Palais Theatre                |
| 9 mars 2001         | Melbourne | Australie  | Palais Theatre                |
| 10 mars 2001        | Melbourne | Australie  | Palais Theatre                |
| 12 mars 2001        | Brisbane  | Australie  | Brisbane Entertainment Centre |
| 13 mars 2001        | Sydney    | Australie  | Capitol Theatre               |
| 14 mars 2001        | Sydney    | Australie  | Capitol Theatre               |
| 15 mars 2001        | Sydney    | Australie  | Capitol Theatre               |
| 17 mars 2001        | Sydney    | Australie  | Capitol Theatre               |
| 18 mars 2001        | Adélaïde  | Australie  | Thebarton Theatre             |
| 19 mars 2001        | Adélaïde  | Australie  | Thebarton Theatre             |
| 20 mars 2001        | Melbourne | Australie  | Palais Theatre                |
| 23 mars 2001        | Melbourne | Australie  | Palais Theatre                |
| 25 mars 2001        | Sydney    | Australie  | State Theatre                 |
| 26 mars 2001        | Sydney    | Australie  | State Theatre                 |
| 27 mars 2001        | Sydney    | Australie  | State Theatre                 |
| 28 mars 2001        | Canberra  | Australie  | Royal Theatre                 |
| 30 mars 2001        | Sydney    | Australie  | Capitol Theatre               |
| 31 mars 2001        | Melbourne | Australie  | Palais Theatre                |
| 1er avril 2001      | Melbourne | Australie  | Palais Theatre                |
| Étape 2 - Europe    |           |            |                               |
| 14 avril 2001       | Brisbane  | Angleterre | Shepherd's Bush Empire        |
| 16 avril 2001       | Brisbane  | Angleterre | Shepherd's Bush Empire        |
| 17 avril 2001       | Brisbane  | Angleterre | Shepherd's Bush Empire        |